# Municipio de Kumanovo
El municipio de Kumanovo (en idioma macedonio: Општина Куманово) es uno de los ochenta y cuatro municipios en los que se subdivide administrativamente Macedonia del Norte.

## Geografía
Este municipio se encuentra localizado en el territorio que abarca la región estadística del noreste.

## Población
La superficie de este municipio abarca una extensión de territorio de unos 509,48 kilómetros cuadrados. La población de esta división administrativa se encuentra compuesta por un total de 105.484 personas (según las cifras que arrojaron el censo llevado a cabo en el año 2002). Mientras que su densidad poblacional es de unos doscientos siete habitantes por cada kilómetro cuadrado.